# Claude Alexandre de Bonneval
Claude Alexandre de Bonneval (Coussac-Bonneval, 14. travnja 1675. – Carigrad, 23. ožujka 1747.) je francuski časnik.

## Životopis
Borio se u sve tri vojske (francuskoj, austrijskoj i turskoj); naročito se istaknuo pri austrijskom zauzeću Temišvara, Petrovaradina (1716.) i Beograda (1717.). U Austriji je postigao čin feldmaršala, u Osmanskom Carstvu položaj paše i ratnog zapovjednika. Zbog uvrede madame de Maintenon i M. de Chamillarda napustio francusku mornaricu, dezertirao u Austriju, pa ga je Francuska, kao veleizdajnika, u odsutnosti osudila na smrt; Austrija ga je – zbog uvrede princa Eugena – degradirala i utamničila; Porta ga je – zbog ratnih neuspjeha i janjičarskih spletaka – zatočila u Maloj Aziji. Prešao na islam (1730.); poznat i kao Ahmed-paša. 